# Anolis eladioi
Anolis eladioi (баорукський зелений аноліс) — вид ігуаноподібних ящірок родини анолісових (Dactyloidae). Ендемік острова Гаїті. Описаний у 2016 році.

## Поширення і екологія
Баорукські зелені аноліси мешкають на західних схилах гір Сьєрра-де-Баоруко на півдні острова Гаїті. Вони живуть в тропічних лісах.